# Platysenta hippia
Platysenta hippia là một loài bướm đêm trong họ Noctuidae.